# Jean-Baptiste Dumaire
Jean Baptiste Dumaire est un homme politique français, né le 11 mars 1741 à Aulnois-sous-Vertuzey et mort le 3 mars 1801 à Sarreguemines.

## Biographie
Dumaire est député du Tiers état aux États généraux de 1789 du bailliage de Sarreguemines.